# نيس زامير
نيس زامير (بالعبرية: נס זמיר‏) هو لاعب كرة قدم إسرائيلي في مركز الوسط، ولد في 31 أكتوبر 1990 في ريشون لتسيون في إسرائيل. شارك مع منتخب إسرائيل تحت 21 سنة لكرة القدم. أما مع النوادي، فقد لعب مع بيتار القدس وخيتافي ب ومكابي بتاح تكفا ونادي ألباسيتي ب ونادي بني يهودا تل أبيب.

## وصلات خارجية
- نيس زامير على موقع إي إس بي إن إف سي (الإنجليزية)
- نيس زامير على موقع Soccerway.com (الإنجليزية)